# Nicolaus Gercken
Nicolaus Gercken  (* 28. Februar 1555 in Salzwedel; † 16. August 1610) war ein deutscher Jurist und Kanzler.

## Leben
Nicolaus Gercken, geboren als Sohn von Johannis Geriken, dem Rektor der Neustädter Schule zu Salzwedel, ging zunächst auf das Stadtgymnasium zu Magdeburg, später auch zum Studium zur Universität Rostock und zur Universität Wittenberg. Nach Abschluss seines Studiums wurde er für drei Jahre Konrektor in Stendal. 1580 reiste er mit den zwei Söhnen von Breda von Rantzow nach Thüringen, wo er begann, sich mit den Rechtswissenschaften zu beschäftigen. Vier Jahre später reiste er nach Basel, um den Doktortitel der Rechtswissenschaften zu bekommen. Nachdem er bereits die Prüfung bestanden hatte, brach er die Promotion auf einen Brief seines Vaters hin ab, um das dafür benötigte Geld zur praktischen Ausbildung zu sparen. 1585 reiste er nach Speyer und machte ein Jahr lang eine praktische Ausbildung zum Juristen. Danach reiste er nach Magdeburg zurück. Dort wurde er 1590 Rechtsanwalt  und heiratete 1590 Margaretha Busse.
Bald schon wurde er zum Kanzler des Herzogs Wolfgang von Braunschweig-Grubenhagen befördert. Etwas später reiste er als dessen Gesandter zum Reichstag zu Regensburg und wurde außerdem durch das Domkapitel Magdeburg zum Amt des Syndikus berufen, das er bis zu seinem Tod verwaltete.

## Testament
Obwohl Nicolaus Gercken durch rege Sparsamkeit ein ansehnliches Vermögen angesammelt hatte, gab es keine direkten Erben, denen er dieses hinterlassen konnte. Auch die näheren Anverwandten gehörten zur wohlhabenderen Bevölkerung und waren nicht auf den Nachlass angewiesen. Daher entschloss er sich, das Geld in einer Stiftung anzulegen, die den Nachkommen seines Großvaters zugutekommen sollte. Aufgabe der Nicolaus Gercken’schen Familienstiftung war es fortan, in Form einer Stipendienstiftung das Vermögen zu erhalten und der Nachkommenschaft der Familie Gercken eine gute akademische Ausbildung zu ermöglichen.